# Клокушна
Клокушна (рум. Clocuşna) — село в Молдові в Окницькому районі. Утворює окрему комуну.
Село розташовано біля кордону з Україною. Поблизу села діють два місцеві пункти пропуску, один із яких Сокиряни—Клокушна.

## Географія
Селом протікає річка Раковець, ліва притока Пруту.

## Історія
За даними на 1859 рік у власницькому селі Хотинського повіту Бессарабської губернії, мешкало 893 особи (467 чоловічої статі та 426 — жіночої), налічувалось 150 дворових господарств, існувала православна церква.
Станом на 1886 рік у царачькому селі Секурянської волості мешкало 1503 особи, налічувалось 292 дворових господарств, існувала православна церква.

## Історичні пам'ятки
На захід від села є могила висотою 1 м, в урочищі, яке називають «Ла Вишке» або «Ла обсерватор». Насип значно поруйнований земляними роботами і встановленим фундаментом геодезичного знаку.

## Відомі люди
У селі Клокушна народився відомий молдовський кінорежисер Еміль Лотяну, у селі працює музей, присвячений його життю і творчості.